# Union Dale
Union Dale é um distrito localizado no estado norte-americano de Pensilvânia, no Condado de Susquehanna.

## Demografia
Segundo o censo norte-americano de 2000, a sua população era de 368 habitantes.
Em 2006, foi estimada uma população de 354, um decréscimo de 14 (-3.8%).

## Geografia
De acordo com o United States Census Bureau tem uma área de
6,7 km², dos quais 6,5 km² cobertos por terra e 0,2 km² cobertos por água.

## Localidades na vizinhança
O diagrama seguinte representa as localidades num raio de 20 km ao redor de Union Dale.